# Audre catamarquense
Audre catamarquense är en fjärilsart som beskrevs av Hayward 1967. Audre catamarquense ingår i släktet Audre och familjen Riodinidae. Inga underarter finns listade i Catalogue of Life.